# Beatus Emilianense
No confondre'l amb el Beatus de San Millán
El Beatus Emilianense, o Beatus Primer de la Biblioteca Nacional, és un manuscrit il·luminat que conté el comentari a l'Apocalipsi de Beat de Liébana. Fou produït en el segon terç del segle x, potser a Sahagún o a San Millán de la Cogolla i és el més antic que es conserva sencer (d'aquí el nom de Beatus Primer). Es conserva a la Biblioteca Nacional d'Espanya de Madrid amb la signatura Ms. Vit. 14.1.

## Descripció i història
El còdex consta de 144 folis de pergamí, de 345 x 257 mm. Estan escrits en lletra visigòtica a dues columnes de 34-35 línies. Hauria de tenir unes 60 miniatures però el còdex ha estat mutilat per arrencar-ne una trentena. Se'n conserven 27 i la pàgina de les taules de l'Anticrist. També falten alguns folis a l'inici i final del text i 31 més en l'interior. De les miniatures conservades, poques ocupen el foli sencer. L'estil és arcaic, amb els personatges amb grans ulls, sovint remarcats amb una doble cella. En tot cas, conserva la versió més antiga entre les famílies de manuscrits, tan del text com de la il·lustració.
Del segle xii al XIX es conservà a San Millán de la Cogolla, d'on pren el nom. No és segur si s'havia produït en aquest monestir o a Sahagún o Valeránica. El 1821 fou traslladat a Burgos i finalment arribà al Ministeri de Foment i dipositat a l'Escola Superior Diplomàtica de Madrid. El 1886 entrà a la Biblioteca Nacional.

## Galeria

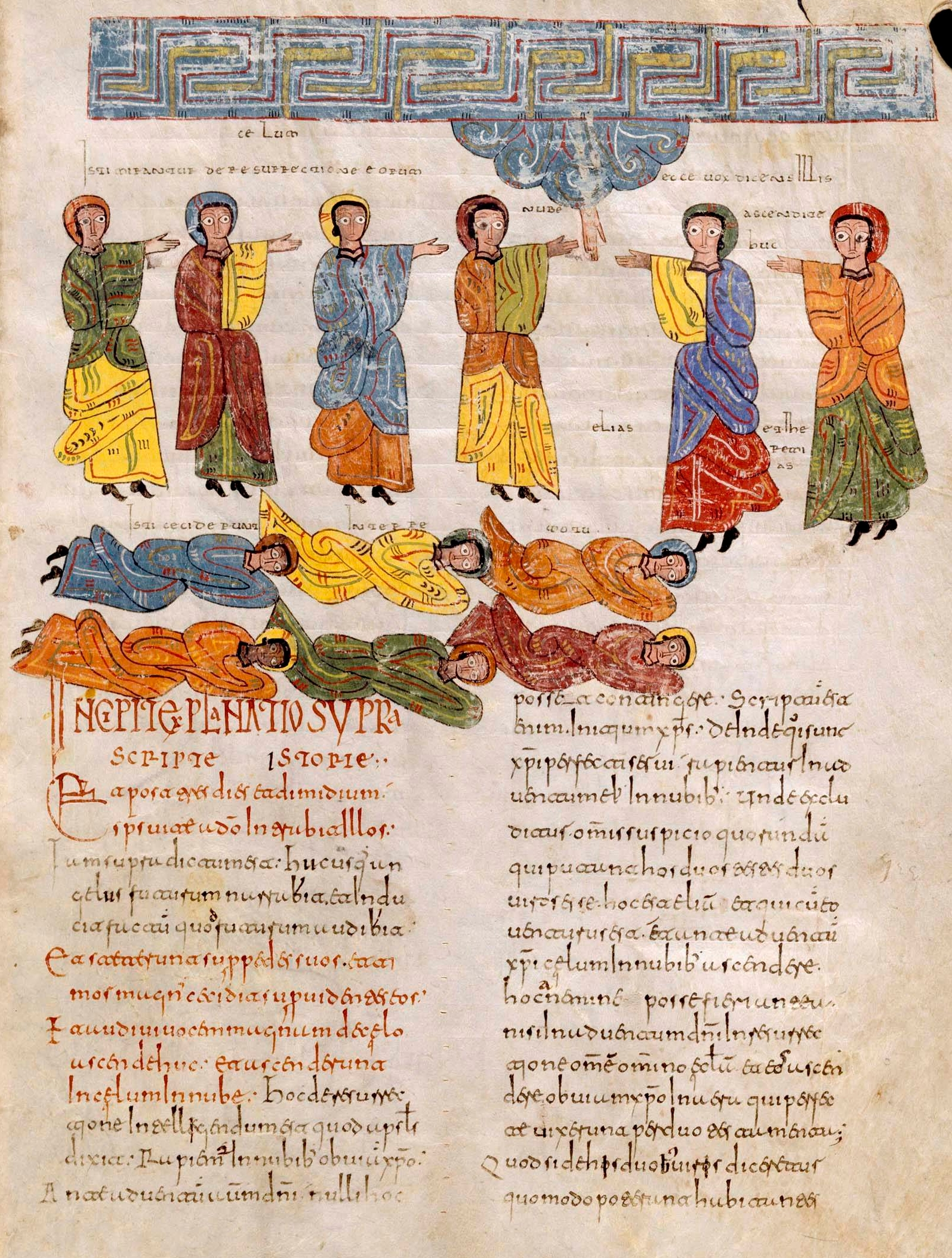
Foli 107r
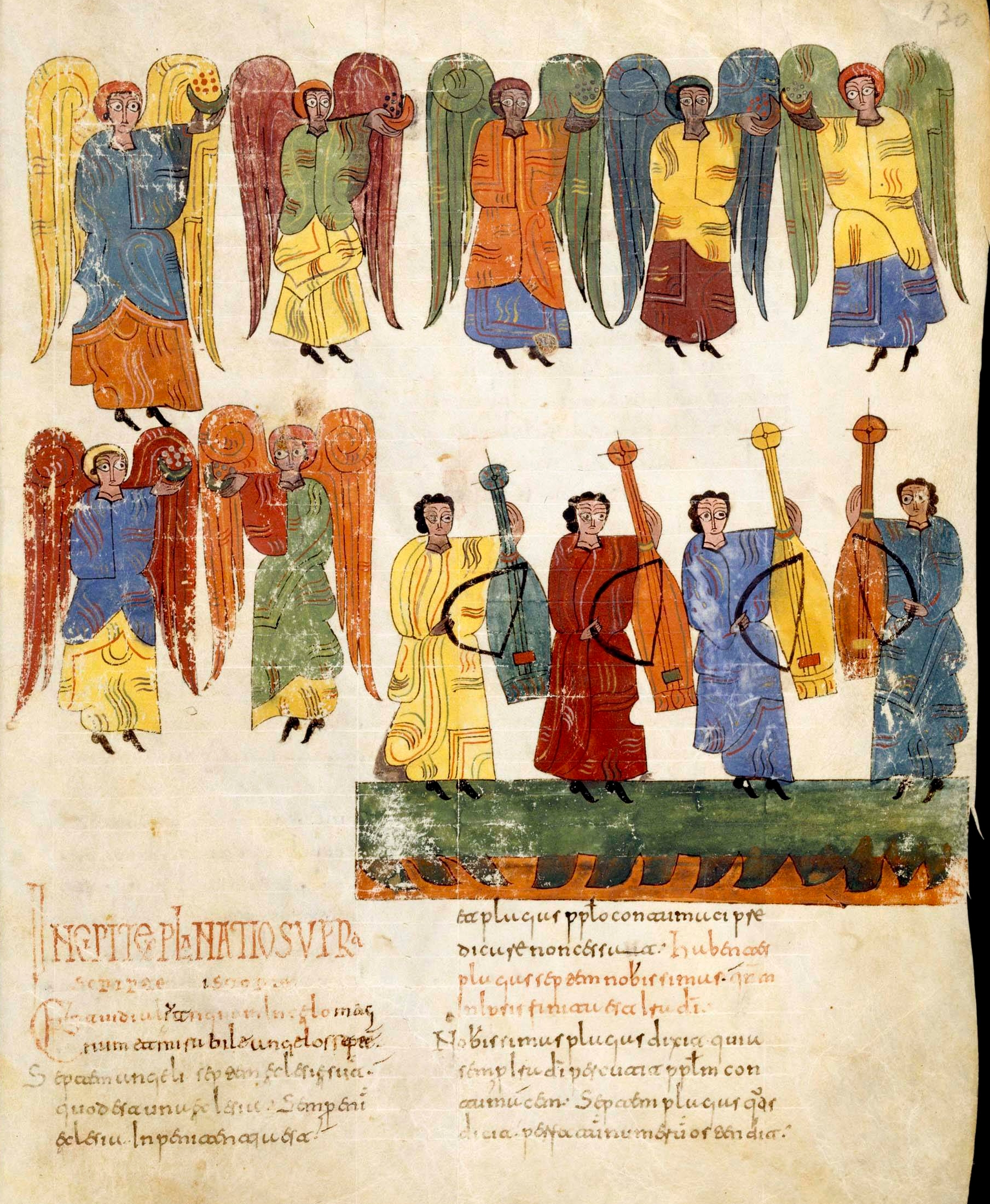
Foli 130r
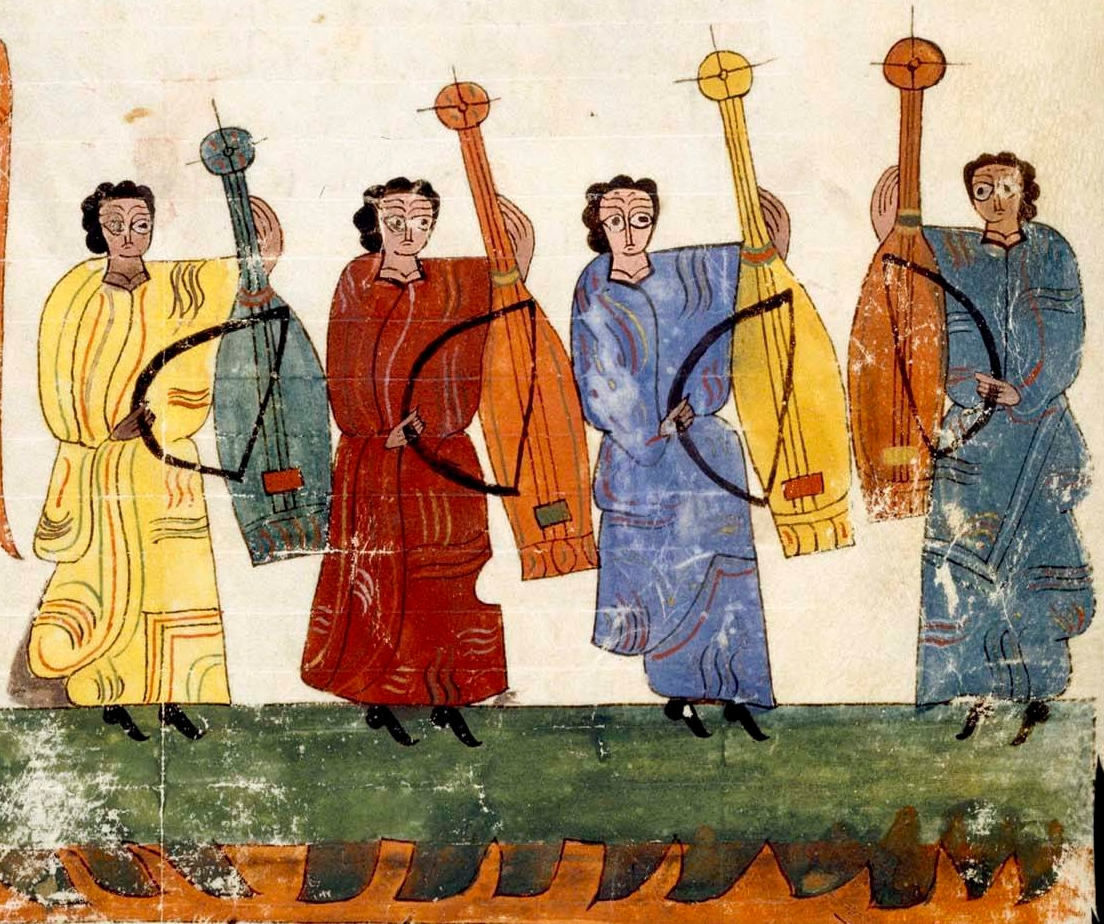
Detall del foli 130r